# هرچه بادا باد
هرچه بادا باد (Que Sera، Sera) نام سریال تلویزیونی می‌باشد که در سال ۲۰۰۷ توسط کره جنوبی ساخته شده‌است. این سریال از دو شبکه فارسی ۱ و زمزمه (شبکه تلویزیونی) پخش می‌شد.

## خلاصه داستان
کانگ تائه جو پسری جذاب و خوش قیافه‌است که همیشه با زنان پولدار قرار ملاقات می‌گذارد. یک روز دختری فقیری به نام هان یون سو را می‌بیند که مقابل در خانه‌اش به خواب رفته‌است. گرچه یون سو از تائه جو خوشش می‌آید اما کانگ تائه جو در ابتدا از او متنفر می‌شود و او را تحقیر می‌کند سرانجام با گذشت زمان عاشق یون سو می‌شود.
شان هائه لین هم دختر پولدار صاحب یک مرکز خرید است . عشق اول وی، شین جون هیوک ، به خواسته‌ی پدر هائه لین او را رها می‌کند. هائه لین برای آن که حسادت دوست پسر سابقش را برانگیزد یک دوست پسر جدید می‌خرد. آن شخص، کانگ تائه جو است و در مدت رابطه ی قرار دادی شان هائه لین عاشق او می‌شود. با این وجود ، تائه جو خودش عاشق کسی است و دوست دختری دارد که نمی‌تواند او را به همان سادگی که قبلاً زنان دیگر در زندگی‌اش را فراموش کرده، از یاد ببرد.
سریال اساساً راجع به تغییر کانگ تائه جو از یک آدم فاسد به یک انسان است.